# Phaeacius lancearius
Phaeacius lancearius är en spindelart som först beskrevs av Tord Tamerlan Teodor Thorell 1895.  Phaeacius lancearius ingår i släktet Phaeacius och familjen hoppspindlar. Inga underarter finns listade i Catalogue of Life.